# Имесхајм
Имесхајм (њем. Immesheim) општина је у њемачкој савезној држави Рајна-Палатинат. Једно је од 81 општинског средишта округа Донерсберг. Према процјени из 2010. у општини је живјело 146 становника. Посједује регионалну шифру (AGS) 7333032.

## Географски и демографски подаци
Имесхајм се налази у савезној држави Рајна-Палатинат у округу Донерсберг. Општина се налази на надморској висини од 198 метара. Површина општине износи 3,0 km². У самом мјесту је, према процјени из 2010. године, живјело 146 становника. Просјечна густина становништва износи 49 становника/km².